# Honda EV Plus
La Honda EV Plus è stata la prima vettura elettrica a batteria costruita da una grande casa produttrice che non facesse uso di una batteria piombo-acido. Ne sono stati prodotti e diffusi pochi modelli, infatti nel 1999 fu tolta dalla produzione quando la Honda annunciò il debutto del suo primo veicolo ibrido: la Honda Insight. Ne vennero costruiti circa 300 esemplari in tutto.

## Il contesto
La causa dell'insuccesso è individuabile nel suo alto costo, 53.900 dollari (Honda tuttavia non la vendette ma la diede esclusivamente in noleggio per tre anni a $ 455 mensili) e nella sua scarsa autonomia a fronte di molte ore necessarie per la ricarica; fu prodotta per soddisfare i requisiti della California Air Resources Board per i veicoli a emissioni zero, che imponeva alle sette maggiori case automobilistiche di portare al 2% della propria produzione auto di questo tipo.

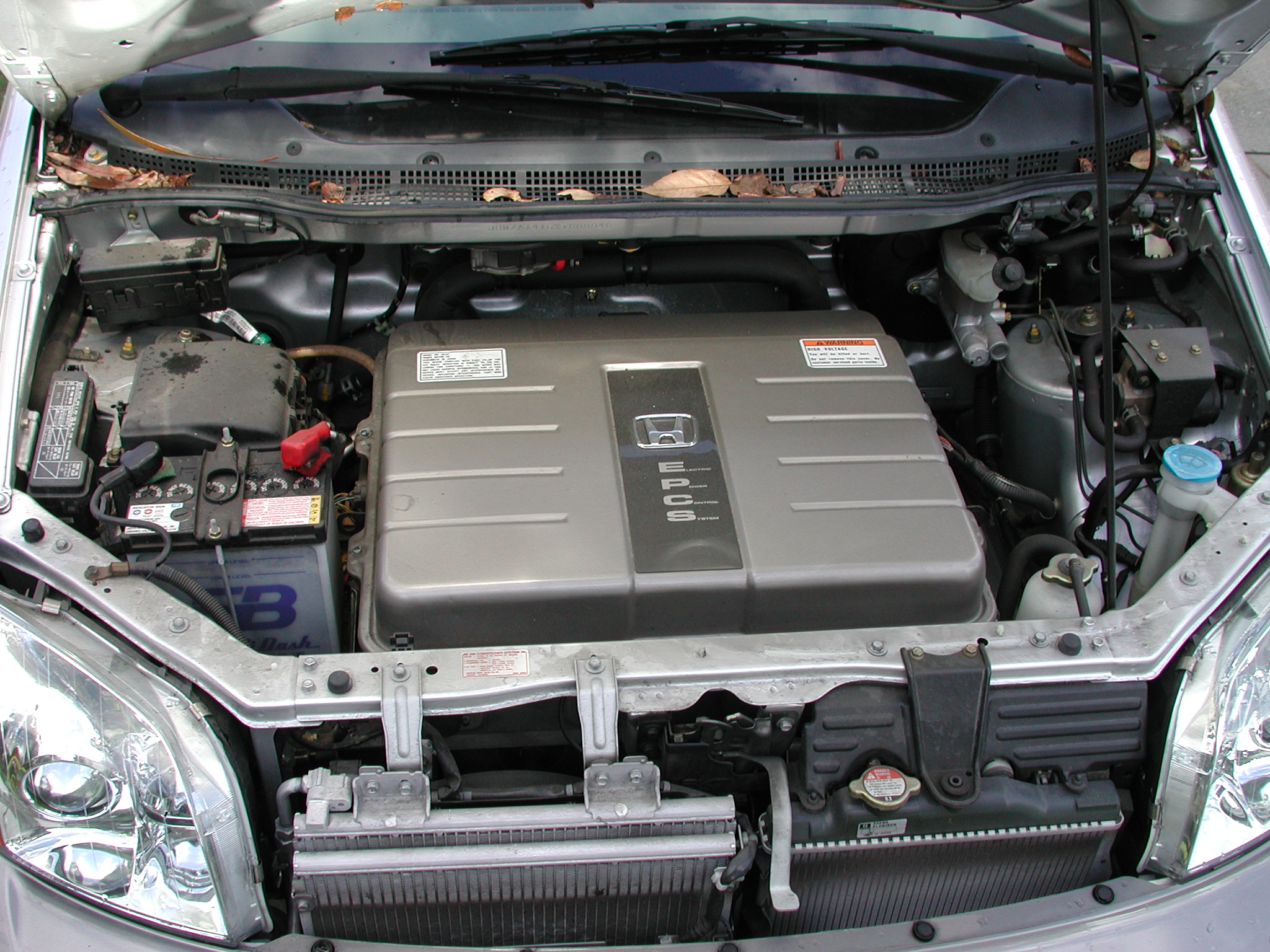
Il motore

La EV Plus servì all'azienda anche come banco di prova per il nuovo tipo di motore, per la centralina di controllo dell'elettronica, l'unità di controllo della potenza e le batterie NiMh usate in seguito nei veicoli ibridi della Honda e sviluppati in seguito nei primi veicoli a celle elettriche di combustibile.
Era dotata di una presa per la ricarica integrata con connettore Avcon, bilanciamento passivo delle batterie, freno rigenerativo, climatizzatore a pompa di calore a corrente alternata, fari a scarica, quattro posti e parabrezza riscaldato da resistenze.
Le unità commercializzate in luoghi freddi disponevano anche di riscaldatori a olio per riscaldare velocemente l'abitacolo.
L'autonomia era tuttavia molto bassa, l'EPA la classificò a 240 km (150 miglia), con considerevoli diminuzioni in caso di frenate continue e intense (come nel caso del traffico urbano).
La macchina disponeva di una batteria a 12 volt per far funzionare i comuni accessori per auto.

## Honda EV-N

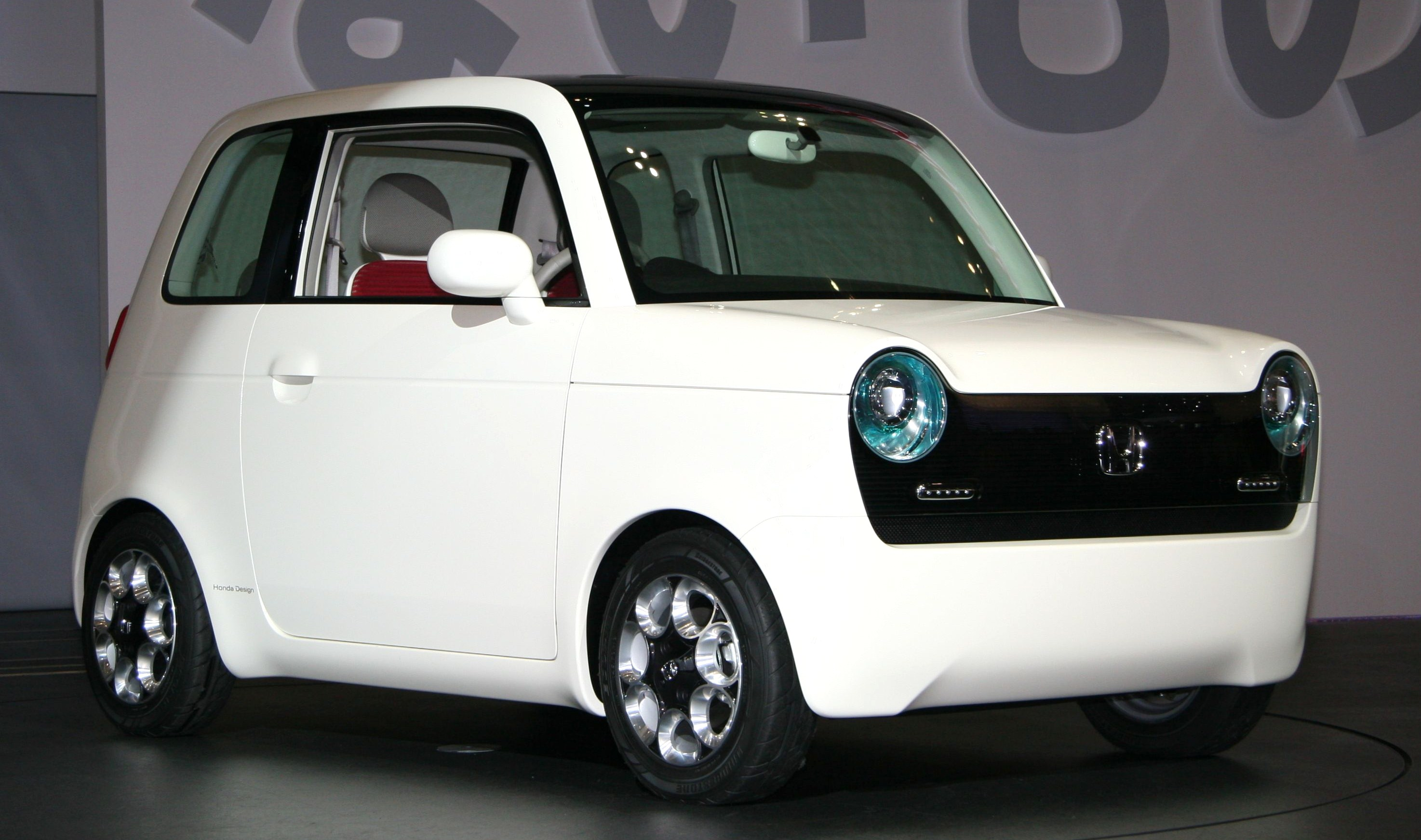
La Honda EV-N

La Honda ha presentato il modello successivo al Tokyo Auto Show nell'ottobre 2009, prevedendo la commercializzazione a inizio 2010. Contiene un uniciclo U3-X alloggiato nella porta passeggeri.